# Список персонажів Вінкс

Логотип Вінкс

Клуб Вінкс (англ. Winx Club) — мультсеріал спільного виробництва Rainbow SpA та Nickelodeon, які є частиною Paramount Global. Його персонажі були створені та розроблені художником коміксів Ігініо Страффі. Дія шоу відбувається в чарівному вимірі, де група фей захищає свій всесвіт від лиходіїв. Група під назвою «Клуб Вінкс» відвідує коледж фей Алфея.
Клуб Вінкс очолює Блум, студентка з Землі, яка вважала себе звичайною людиною, поки не виявила свої вогняні сили. Оригінальна група включає Стеллу, Фею Сонця та Місяця (пізніше) Фею Яскравого Сонця; Флора, фея природи; Муза, фея музики; і Текна, фея технологій. Вони ділять квартиру в кампусі Алфея. Фея хвиль, Лейла, представлена у другому сезоні та стає шостим членом групи. Фея тварин, Роксі, представлена в четвертому сезоні та час від часу приєднується до інших фей.
Персонажі клубу Вінкс стали популярними в аудиторії. Критична реакція на героїв була позитивною, з похвалою за їхні позитивні стосунки та представлення гендерних ролей. Персонажі з’являлися в різноманітних медіа, включаючи серіал «Світ Вінкс», серіал коміксів і відеоігри. У 2012 році нові епізоди серіалу включали CGI- анімаційні послідовності, які відображали персонажів у 3D. Серіал «Доля: Сага Вінкс», натхненний Клубом Вінкс, дебютував у 2021 році та містить деяких оригінальних персонажів.
В оригінальному серіалі (сезони 1–4) вуста персонажів були анімовані відповідно до італійських акторів голосу, які записували свої репліки в Римі. Відновлений серіал, починаючи з годинних спеціальних випусків, спочатку випускався англійською мовою. Спеціальні програми та сезони 5–6 були анімовані відповідно до голлівудського акторського складу, який записував свої репліки на студії Atlas Oceanic. Сезон 7 також був узгоджений з англійськими сценаріями Nickelodeon і Rainbow, але через скорочення бюджету Viacom переніс озвучення з Голлівуду до Нью-Йорка.

## Історія створення та виробництва
Ігініо Страффі розробив персонажів Клубу Вінкс для короткого пілотного епізоду «Чарівне цвітіння», який був закінчений у 2001 році. Одяг персонажів був створений за моделлю традиційних європейських фей, тоді як їх зовнішній вигляд був дещо навіяний популярними знаменитостями того часу. У 2011 році в інтерв’ю IO Donna Страффі сказав, що Брітні Спірс надихнула Блум, Кемерон Діаз для Стелли, Дженніфер Лопес для Флори, Пінк для Текни та Люсі Лью для Музи. Страффі хотів, щоб феї представляли «сучасних жінок» і виглядали сучасніше, ніж класичні зразки, такі як la Fata Turchina.
Провівши пробні покази пілотного фільму, Страффі був засмучений незадоволеною реакцією глядачів на застарілий стиль одягу героїв. Він найняв італійських модельєрів, щоб надати героям більш сучасний вигляд. Флора зазнала кількох змін, тому що Страффі відчув, що аудиторія не любить її дизайн. Спочатку вона була намальована в окулярах і світлішому тоні шкіри; для повної серії з неї зняли окуляри і їй надали темнішу шкіру, щоб виглядати «більш латиноамериканською». Чоловічі аналоги фей Вінкс, були створені у відповідь на прохання, щоб у серіалі були головні ролі чоловічої статі.
За словами Ігініо Страффі, особистість кожної з фей Вінкс була максимально різною, щоб «підлітки з усього світу могли ідентифікувати себе з тим персонажем, на якого вони найбільше схожі». Після світової прем'єри першого сезону виробнича команда почула, що американські глядачі помітили відсутність темношкірих персонажів у серіалі. У відповідь Страффі створив шосту фею на ім’я Айша, яка має темнішу шкіру, ніж інші. Її дизайн був частково натхненний Бейонсе, і вона була представлена в першому епізоді другого сезону. Четвертий сезон представляє сьому учасницю, Роксі, яка час від часу приєднується до інших фей.
Після того, як Viacom став співвласником студії Rainbow у 2011 році, нові сезони Winx Club почали знімати на Nickelodeon Animation Studio Viacom і Rainbow. Для цього оновленого серіалу (який розпочався з чотирьох спеціальних фільмів, які переказують історію походження Блум), Viacom найняв популярних акторів, щоб озвучити багатьох героїв. Серед цих зірок Аріана Гранде як Діаспро, Елізабет Гілліс як Дафна, Кеке Палмер як Айша, Метт Шівлі як Скай і Даніелла Моне як Мітці.

## Вінкс
- Блум — фея полум'я дракона, яке є наймогутнішою силою у всесвіті, що походить від Великого Дракона, первісного божества, яке створило Чарівний Вимір. Вона є наймогутнішою феєю і лідеркою клубу Вінкс. Перш ніж відкрити в собі магічні сили, жила на Землі як звичайна людина, не знаючи про своє народження на планеті Доміно. Протягом перших трьох сезонів Блум розкриває таємницю знищення її рідної планети від рук предків-відьом, кульмінацією чого є битва проти них. Блум зустрічається зі Скай протягом усього серіалу та приймає його пропозицію одружитися в Winx Club 3D: Magical Adventure. Італійська акторка озвучування Блум — Летиція Чампа, а голлівудська акторка — Моллі Квінн.
- Стелла — комунікабельна та спонтанна фея сяючого сонця. Вона із Солярії. У неї довге світле волосся, її сили включають маніпулювання світлом і використання енергії сонця і місяця. Вона вправна художниця і веде етюдник модних малюнків. Протягом усього серіалу Стелла створює власні наряди для групи, щоб здійснити свою мрію стати модельєркою. Стелла — найкраща подруга Блум і їй подобається бути в центрі уваги. Вона є найстаршою з Вінкс, оскільки її утримували в Алфеї протягом року. Вона заручена з охоронцем Скай, Брендоном, яким вона, як правило, одержима. Італійська акторка озвучування Стелли — Перла Лібераторі, а голлівудська акторка — Емі Гросс.
- Флора — чутлива і сором'язлива фея природи з планети Лінфея. У неї довге каштанове волосся зі світлим чубчиком і смаглява шкіра. Флора черпає сили з рослин, а її кімната в Алфеї нагадує оранжерею. Вона є миротворицею клубу Вінкс, вірячи в захист інших і довкілля. Флора — експертка групи із зілля, яка варить лікарські трави. У другому сезоні Флора починає зустрічатися з Геліа. Її італійська акторка озвучування — Іларія Латіні, а голлівудська акторка — Алехандра Рейносо.
- Муза — фея музики з планети Мелодія. У неї синьо-чорне волосся, яке в перші два сезони носить у коротких кісках, а потім у довшій зачісці. Її повноваження включають маніпулювання звуковими хвилями та музикою. Вона любить музику та танці і іноді може бути песимістичною. Вона найбільш відверта і розумна в групі. Муза переживає численні розриви зі своїм хлопцем Рівеном. Італійська акторка озвучування Музи — Джемма Донаті, а голлівудська акторка — Ромі Деймс.
- Текна — фея технологій. У неї світла шкіра, коротке пурпурове волосся (зазвичай носить зачіску піксі) і блакитно-зелені очі. Вона з планети Зеніт і черпає свої магічні здібності з техніки та енергії. Текна має фотографічну пам’ять і знання науки, що допомагає їй винаходити пристрої, щоб допомогти собі та своїм друзям. Текна любить експериментувати з комп’ютерними програмами та грати у відеоігри. Вона впорядкована та раціональна, використовує логіку для вирішення проблем. Текна зустрічається з Тіммі протягом усього серіалу. Італійська акторка озвучування Текни — Домітілла Д'Аміко, а голлівудська акторка — Морган Декер.
- Лейла — фея хвиль і принцеса Андроса, представлена у другому сезоні. Айша приєднується до Вінкс після того, як інші феї рятують її від лорда Даркара. Вона з планети Андрос, королівства океанів. У неї смаглява шкіра, кучеряве темно-каштанове волосся та блакитні очі. Айша здатна контролювати та маніпулювати рожевою рідиною під назвою Морфікс. Вона бунтарська та спортивна, з пристрастю до спорту та танців. У шостому та сьомому сезонах Айша вступає в стосунки з Нексом після смерті її справжнього кохання Набу в четвертому сезоні. У деяких сторонніх дубляжах ім'я Айші змінено на Лейла. Італійська акторка озвучування Айші — Лаура Ленгхі, а голлівудська акторка — Кеке Палмер.
- Роксі — вольова фея тварин, представлена в четвертому сезоні. Час від часу вона приєднується до Вінкс і названа сьомою учасницею клубу Вінкс трьома виробничими компаніями шоу. Вона наймолодша і найслабша з семи фей. Італійська акторка озвучування Роксі — Дебора Магнагі, а голлівудська акторка — Ліліана Мумі.

## Спеціалісти
Спеціалісти — чоловіки-воїни, які тренуються в школі Червоного Фонтану:
- Скай — лідер спеціалістів. Він є наслідним принцом, а пізніше королем планети Еракліон. У нього світла шкіра, блакитні очі та світле волосся. Він і Блум зустрічаються протягом усього серіалу. Пізніше Скай робить їй пропозицію в Magical Adventure. Скай є сином короля Ерендора та королеви Самари, які спочатку поєднали його з принцесою на ім'я Діаспро. Скай розлучається з Діаспро після того, як дізнається про її егоїстичну поведінку. Він найкращий друг зі своїм охоронцем Брендоном. Італійським актором озвучення Скай є Алессандро Куарта, а його голлівудським актором озвучення є Метт Шівлі.
- Брендон — найкращий друг і охоронець Скай, а також хлопець Стелли. Він найсильніший зі спеціалістів і найбільш комунікабельний з хлопців. У нього світла шкіра, коротке каштанове волосся з довгим чубчиком і карі очі. Італійською мовою його озвучують Массіміліано Альто, Нанні Бальдіні та Джанлука Крісафі. Його голлівудський актор озвучування — Адам Грегорі.
- Рівен є конкурентоспроможним і впертим індивідуалом спеціалістів. У нього світла шкіра, коротке колюче рожеве волосся та синьо-фіолетові очі. Його мати кинула його при народженні і він насторожено ставиться до жінок. Він має переривчасті стосунки з Музою; вони розлучаються в шостому сезоні і це продовжується в сьомому сезоні, перш ніж двоє повернулися разом у восьмому сезоні. Обраною зброєю Рівена є червоно-фіолетова фантошабля та метеоритний молот. Його італійським актором голосу є Мірко Маццанті, а голлівудським актором голосу — Сем Рігел.
- Тіммі — спеціаліст, який походить із родини шанованих учених у Магіксі. Він любить технології та вміє керувати кораблями з Червоного фонтану. Він найменш досвідчений серед спеціалістів у бойових діях, але є експертом у роботі з машинами. Він носить окуляри, має світлу шкіру та світло-коричневе волосся з невеликим чубчиком. Його дівчина Текна; його сором'язливість заважає йому розповісти Текні про свої почуття до неї. Італійський актор озвучування Тіммі — Коррадо Конфорті, а голлівудський актор — Чарлі Шлаттер.
- Геліа, який представлений у другому сезоні, є спеціалістом та племінником директора Червоного фонтану Саладіна. Геліа — пацифіст, який піклується про природу та своїх друзів. Він хлопець Флори і дуже романтичний. Йому подобається малювати для неї картини та писати вірші. У перших двох сезонах у нього довге синяво-чорне волосся, зав’язане у вільний хвіст, а з четвертого сезону його волосся коротке з гострою чілкою. Його улюбленою зброєю є рукавичка з лазерною струною. Італійськими акторами озвучування Геліа є Франческо Пецзуллі  та Леонардо Граціано, а голлівудським актором озвучення є Девід Фаустіно.
- Рой — спеціаліст з Андроса, який працює на батька Айші. У Роя світло-коричнева шкіра, гостре світле волосся та сірі очі. Він може битися під водою. Як і Набу, Рой використовує магію та закоханий в Айшу, яка повільно відповідає йому взаємністю, але подружилася з ним до шостого сезону. Суперником Роя за прихильність Айші є паладин Некс. Італійський актор озвучування Роя — Емануеле Руцца, а голлівудський актор — Брайтон Джеймс.
- Набу — чарівник знаті, який народився на планеті Андрос. Він представлений у третьому сезоні, коли Айша дізнається, що їй домовлено вийти за нього заміж. Використовуючи псевдонім Офір, Набу таємно залишає Андрос, щоб дізнатися, яка Айша. Вінкс і спеціалісти вважають, що він шпигун Валтора, але після того, як він кілька разів рятує їх, Набу завойовує їхню повагу та любов Айші. Його зброя — чарівний посох, у нього світло-коричнева шкіра, заплетене рудо-каштанове волосся та фіолетові очі. У четвертому сезоні Набу гине, жертвуючи собою, щоб врятувати земне казкове королівство Тір нан Ог. Його італійським актором озвучення є Саша Де Тоні, а його голлівудським актором озвучення є Вілл Благроув.

Паладини — молоді воїни, як і спеціалісти, але на відміну від спеціалістів, вони працюють не групами, а парами. Вони з'являються, починаючи з шостого сезону, об'єднуючись зі спеціалістами і супроводжуючи Вінкс в різних пригодах.
- Торен — паладин, двоюрідний брат Скай і чоловік Дафни. Його зброя — землетрусний молот. Він і Скай мають образу один на одного. У нього світла шкіра, хвилясте каштанове волосся та блакитно-зелені очі. Італійський актор озвучування Торена — Алессіо Де Філіппіс, а голлівудський актор — Чарлі Шлаттер.
- Некс — товариський, впевнений у собі паладин і друг Торена. У нього світла шкіра, сиве волосся та світло-карі очі. Він і Айша приваблюють один одного протягом шостого сезону. Його зброя — алебарда вітру. Італійські актори озвучування Некса — Даніеле Рафаелі та Марко Бассетті, а голлівудський актор — Адам Грегорі.

## Антагоністи
- Трікс — це три відьми з різними силами. Вони є головними антагоністами першого сезону, які починають студентами Хмарної вежі, де їхні однолітки одночасно обожнюють і бояться їх. Вони викрадають більшу частину сили Блум, поки вона не розуміє, що її сили були обмежені невпевненістю в собі. Вона відновлює достатньо енергії, щоб перемогти Трікс і їх ув'язнюють у фортеці Роккалюце. У другому сезоні Трікс тікає за допомогою Даркара. На початку 3 сезону їх закривають у вимірі Омега, але їм знову вдається втекти, звільнивши Валтора, з яким вони об’єдналися. У п'ятому сезоні вони отримують Темний Сиренікс від Тританнуса. Потім Трікс повертаються в ролі головних лиходіїв у 6 сезоні, наприкінці якого їх закривають у Легендаріумі. У 7 сезоні Брафіліус знаходить Трікс і випадково звільняє їх. Вони помстяться феям Алфеї. Трікс захоплює Брафілія і використовує Камінь Спогадів, щоб повернутися в далеке минуле. У 8 сезоні Трікс повертається на бік Валтора.
  - Айсі — старша із тріо та їхня лідерка, чиї сили походять від льоду. Вона зневажає Блум і найбільше конкурує з Вінкс. Айсі агресивніша за Дарсі, але спокійніша за Стормі. У 8 сезоні її походження відновили як короновану принцесу Діаманту, яка вирішила стати найсильнішою відьмою, щоб скасувати знищення свого королівства та перетворення її молодшої сестри Сапфір на білу лисицю злою відьмою-шаманом. Італійська акторка озвучування Айсі — Тетяна Дессі, а голлівудська акторка — Лариса Олійник.
  - Дарсі, середня з тріо, отримує свої сили від розуму, тіней і темряви. Їй подобається мучити своїх ворогів. Вона менш агресивна, ніж її друзі, віддаючи перевагу тонким і маніпулятивним прийомам. У неї світла шкіра, довге каштанове волосся та темно-фіолетовий одяг, який іноді супроводжується окулярами. Італійський голос Дарсі — Федеріка Де Бортолі, а її голлівудська акторка голосу — Дженніфер Коді.
  - Стормі, наймолодша з тріо, має владу над штормовою погодою. Вона найбільш запальна в групі та схильна до спалахів насильства. Її імпульсивність часто призводить тріо до неприємностей. У неї смаглява шкіра, фіолетова зачіска у формі хмари та червонувато-фіолетове вбрання. Італійська акторка озвучування Стормі — Валерія Відалі, а голлівудська акторка — Кімберлі Брукс.

- Лорд Даркар, якого також називають Тіньовим Феніксом, є головним антагоністом другого сезону. Він є первісною істотою, яка спричинила знищення Доміно, керуючи родовими відьмами та Валтором. Після того, як вони зазнали поразки, Даркар був відправлений у глибокий сон і прокинувся на початку другого сезону. Він викрадає піксі, рятує Трікс з їхньої в'язниці та відкриває портал до Королівства Реліксу. Йому майже вдається досягти успіху в своєму плані отримати найвищу силу та правити магічним всесвітом, але він зазнає поразки від Чармікс Конвергенції з Клубу Вінкс. Італійський актор озвучування Даркара — Фабріціо Темперіні, а голлівудський актор — Майкл Дорн.
- Валтор — темний чаклун і головний антагоніст третього та восьмого сезонів. Він був створений Родовими Відьмами з темної іскри Полум'я Дракона. Він допоміг відьмам знищити Доміно, але був переможений Орітелем і Меріон, які ув'язнили його у вимірі Омега. Трікс звільняють його в третьому сезоні і стають його союзниками. Після звільнення Валтор прагне стати найбільшим чаклуном магічного всесвіту, завойовуючи кожне царство. Наприкінці третього сезону Валтор перетворюється на демона і запускає заклинання, яке майже знищує Магікс. Вінкс відпускає заклинання, які він вкрав. Зрештою Блум перемагає Валтора, коли вона гасить його полум'я дракона. Зрештою він відроджується Арганом у 8 сезоні, але Вінкс знову його знищують. Італійським актором голосу Валтора є Гвідо Ді Наччіо, а його голлівудським актором голосу є Джош Кітон.
- Родові відьми - це три стародавні відьми, які намагалися вторгнутися в Безмежний океан і зіткнулися з німфами Дафною та Політеєю. Вони прокляли силу німф Сиренікс, перетворивши Дафну на безтілесного духа, а Політею — на чудовисько. Вони також напали на Доміно, щоб отримати силу Полум'я Дракона, але зазнали поразки від Компанії Світла. Їхні дії знищили Доміно, заморозивши та затьмаривши планету, а її мешканців ув’язнили в Обсидіановому вимірі. Відьми також були ув'язнені і стали безтілесними духами.

- Беладонна, яка має владу над льодом.
- Ліліс, яка має владу над темрявою.
- Тарма, яка має владу над бурями.

- Мандрагора — зла відьма, яка має владу над комахами, з’являється лише в «Таємниці загубленого королівства». Вона служить родовим відьмам і є охоронцем Обсидіану, царства чистого зла. Її італійська акторка озвучування — Сінція Де Кароліс, а голлівудська акторка — Керолін Лоуренс.
- Чарівники Чорного кола — чотири головні лиходії четвертого сезону. У минулому вони розробили спосіб протистояти магії фей, який дозволив їм ув’язнити всіх фей Землі та викрасти магію з планети. Протягом першої половини сезону вони борються з Вінкс, але зазнають поразки, коли Вінкс використовують свої здібності Белівікс, щоб переконати людей Гарденії повірити в магію та фей. Це робить сили Чарівників марними та робить їх уразливими для нападу Вінкс. Їхні сили ослаблені і вони повинні ховатися в каналізації. У фіналі сезону Чарівники, що залишилися, застигають у вимірі Омега та падають у щілину. Хоча чарівники Чорного кола мають певні повноваження, як-от відкривати Темні ворота, щоб захопити фей і накладати чари, вони також мають індивідуальні повноваження:
  - Огрон — лідер чарівників Чорного кола, який може поглинати та відволікати магію. Він стає сильнішим і могутнішим з кожним ударом чарівництва, яке він поглинає. Огрон був головною метою помсти Айші після того, як він викрав Чорний Дар, необхідний для відродження Набу після його смерті, і витратив його на квітку. Його італійським актором озвучення є Патріціо Прата, а його голлівудським актором озвучення є Юрі Ловенталь.
  - Думан — мінливець, який може приймати зовнішність тварин та інших людей. Він зазнав поразки від Набу, коли він страждав від хвороби, викликаної його нестабільними силами. Його італійським актором озвучення є Давіде Лепор, а голлівудським актором озвучення — Джош Кітон.
  - Анаган має надлюдську швидкість. Його італійським актором голосу є Андреа Лаваньїно, а голлівудським актором голосу — Бампер Робінсон.
  - Гантлос може створювати потужні, руйнівні ударні хвилі. Його італійським актором голосу є Крістіан Янсанте, а голлівудським актором голосу — Чарлі Шлаттер.
- Тританнус — головний антагоніст п'ятого сезону. Він є двоюрідним братом Айші, сином царя Нептуна та королеви Лігеї та молодшим братом-близнюком Нерея. Він — королівський водяний, якого відправили у в'язницю після спроби вбити Нерея, якого було обрано спадкоємцем престолу Нептуна замість Тританна. Тританнус був позбавлений титулу принца, а пізніше перетворився на морського монстра-демона внаслідок токсичного забруднення. Поглинання більшої кількості забруднень збільшує його силу. Вінкс перемогли Тританнуса, коли Блум знищила його тризуб, який зберігає всі його злі сили. Він був вигнаний до Забуття за свої дії. Його італійським актором озвучення є Альберто Богьянні, а його голлівудським актором озвучення є Адам Вайлі.
- Селіна — одна з головних антагоністів шостого сезону. Вона родом із Землі і колись була подругою Блум. Вона є першокурсницею Хмарної вежі і володіє магічною книгою під назвою «Легендаріум», яка може оживляти легенди та міфи. Вона стає слугою чаклуна на ім’я Ахерон, який був запечатаний у Легендаріумі. Селіна пообіцяла звільнити його в обмін на надзвичайно сильні сили, знання про потенціал її сил і здатність правити разом з ним. Після звільнення Ахерон обернувся проти неї. Селіна зв'язалася з Блум телепатично і двом друзям вдалося знову ув'язнити Ахерона в Легендаріумі разом із Трікс. Бачучи помилковість свого шляху, Селіна охоче використовує ключ від Легендаріуму, щоб назавжди замкнути магічну книгу. Пізніше вона возз’єднується зі своєю феєю, хрещеною матір’ю та наставницею, Елдорою, і вітає її як студентку. Італійська акторка озвучування Селіни — Елеонора Реті, а голлівудська акторка — Джессіка ДіЧікко.
- Ахерон — один з головних антагоністів шостого сезону. Це могутній і небезпечний чаклун, який навчився темної магії на Землі. Він створив книгу під назвою «Легендаріум» і спробував використати її, щоб стати найсильнішим і найстрашнішим чаклуном у магічному всесвіті, але він не зміг контролювати її сили й потрапив у пастку на її сторінках. У шостому сезоні переконує Селіну працювати на нього і стати достатньо сильною, щоб звільнити його. В обмін Ахерон пообіцяв надати Селіні великі повноваження та знання про Легендаріум. Однак після того, як Селіна його звільнила, він обертається проти неї і зазнає поразки від Блум, коли вона затримує його всередині нескінченної скрині, яка може постійно зберігати будь-що магічне. Італійським актором озвучення Ахерона є Марко Бассетті, а його голлівудським актором озвучення є Сем Рігель.
- Політея — головна антагоністка «Таємниці Безодні». Вона була німфою Сіренікса, яка спочатку боролася разом з Дафною, щоб захистити Магічний вимір і Безкінечний океан від Предків відьом. Коли родові відьми наклали прокляття на Сіренікс, через що Дафна повністю втратила свою фізичну сутність, Політея відмовилася допомогти та зрадила Дафну. Це призвело до того, що родові відьми також прокляли Політею, перетворивши її на безглуздого драконоподібного монстра та зробивши її сили Сіренікса злими. Протягом багатьох років Політея жила в печері у формі акули в Безмежному океані. Дарсі та Стормі викрали у Політеї злісні здібності Сиренікса і вона зникла з реальності. У «Таємниці безодні» Політея повертається як сірувато-блакитний дух і об’єднує себе з Трікс, щоб отримати могутній об’єкт під назвою «Перлина глибин». Політея переконує Трікс змусити Тританнуса викрасти Скай і використати його, щоб отримати повноваження трону імператора. Коли Тританнус отримує перлину, вона відкривається йому та використовує свою темну магію, щоб контролювати його та Трікс. Політея знищена потужним зіткненням Сіренікса з Вінкс, доповненим Перлиною глибин. Її італійською акторкою голосу є Алессандра Коромпай, а її англійською акторкою голосу є Венді Лі.
- Кальшара і Брафілій — головні антагоністи сьомого сезону. Кальшара — мінлива фігура, а Брафілій — її незграбний брат, який володіє здібностями темної магії. Їхня мета — захопити всіх казкових тварин чарівного виміру та отримати їхню силу. Кальшара та Брафілій колись були людьми, але стали твариноподібними істотами, коли Кальшара отримала дику магію. Брафіліус викрав у Роксі камінь спогадів і використав його для подорожі у часі з Вінкс. Коли Кальшара отримала найвищу силу, Брафілій зрадив її, викрав її собі та використав, щоб викликати найсильніших тварин у магічному вимірі. Потім Трікс захопила Брафілія і перетворила його на собаку, змусивши Кальшару укласти тимчасове перемир'я з Вінкс, щоб допомогти йому відновити життя. Коли Трікс були вигнані в підвішений стан, остаточна влада була вилучена з Брафілія. Кальшара була настільки розлючена через втрату найвищої сили, що зреклася Брафілія як свого брата, але впала в магічний вир, коли зіткнулася з печерними істотами, які захищали Брафілія. Кальшара пішла, але Брафілій змінив своє рішення і тепер живе з дружніми печерними істотами. Кальшару та Брафілія озвучують відповідно Емілія Коста та Карло Сціпіоні італійською мовою.
- Арган (на ім'я Обскурум під час темної магії Валтора) є другорядним антагоністом у восьмому сезоні. Він є братом королеви Дорани Люменії. Заздривши владі королеви Дорани над їхнім народом, він направив енергію Валтора та використав силу зірок, щоб відродити його. Натомість Валтор наділив Аргана темними силами та змінив його зовнішність. Італійський актор озвучення Аргана - Паоло Де Сантіс.

## Домашні тварини
- Кіко — домашній кролик Блум. У нього блакитне хутро з білими вкрапленнями. Він дуже розумний, але, здається, ніхто цього не помічає. Він здатний пройти через магічний бар’єр, який блокує чужинців від Алфеї, а в 2 сезоні він демонструє деякі магічні здібності.
- Леді — домашня собака Скай. Леді з'являється лише в першому сезоні.
- Пепе — домашнє каченя Айші, яке з'являється лише в першому сезоні.
- Арту — домашня собака Роксі. Арту має блідо-коричневу шерсть і чорні, як смола, очі. Як і Кіко, він демонструє надзвичайно високий рівень інтелекту для собаки, але це помічає лише Роксі, оскільки вона фея тварин.
- Пег — конячка, подарована Блум її рідними батьками в «Клубі Вінкс 3D: Чарівна пригода». Вона перетворюється на Алікорна після того, як з’їла чарівну розсаду у загубленому місті Хаврам в Еракліоні.

## Чарівні домашні улюбленці
Чарівні улюбленці — це група м'яких іграшок із Землі, оживлених магією Вінкс.
Белль — домашня тварина Блум. Маленьке ягня, яке любить пригоди та веселощі.
Джинджер — улюблениця Стелли. Це пудель, яка любить бути в центрі уваги і коли її обіймають.
Коко — вихованець Флори. Дуже миле і жваве кошеня з пристрастю до рослин і квітів.
Чіко — домашня тварина Текни. Він любить відеоігри.
Пепе — улюбленець Музи. Він плюшевий ведмедик, який дуже любить їжу.
Міллі — улюблениця Айші. Це зайченя, яке любить займатися гімнастикою.

## Селкі
Селкі — це чарівні водяні істоти, щось середнє між рибою та русалонькою. Селкі охороняють портали до океанів магічного виміру і можуть зв’язатися з феєю так само, як піксі. Селкі можуть відчути, коли їх пов’язана фея поруч. Вони з'являються в п'ятому сезоні.
Серена — охоронниця океанського порталу Доміно і пов'язана з Блум. Вона розумний і швидко говорить.
Ілліріс — охоронниця океанського порталу Солярії та пов'язана зі Стеллою. Вона оптимістична та іронічна.
Дезіре — охоронниця океанського порталу Лінфеї та пов’язана з Флорою. Вона добра і любить плавати під час танцю.
Сонна — охоронниця океанського порталу Мелоді та пов'язана з Музою. Вона легко дратується.
Літія — охоронниця океанського порталу Зеніту та пов'язана з Текною. Вона розумний і плаває як ракета.
Леммі — охоронниця океанського порталу Андроса і пов'язана з Айшею. Вона сором'язлива і незграбна, говорить пошепки.
Філла — охоронниця океанського порталу Землі. Вона розповідає про себе від третьої особи.
Нісса — охоронниця порталу Роккалюце. Вона любителька церемоній.

## Чарівні тварини
Чарівні тварини — це істоти, до яких Вінкс прив’язуються в сьомому сезоні. Кожен з них має силу або таємницю, яка підтримує порядок у всесвіті.
Елас — чарівна тварина, пов'язана з Блум. Він — юний єдиноріг із зачарованим рогом і веселковим волоссям. Коли Блум стає феєю Тайнікса, він росте і стає дорослим, набуваючи більш королівського вигляду. У міру зростання його сили бронзовий ріг еволюціонує, стає срібним, а зрештою золотим. Він гордовитий і зухвалий, але насправді має золоте серце.
Шайні — чарівна тварина, пов'язана зі Стеллою. Це сяйво, тобто велика яскрава пташка, схожа на фенікса; коли Стелла стає феєю Тайнікс —  виглядає більш королівсько й росте далі. Вона дуже марнославна і любить все, що блищить. Крім того, вона закохана в Брендона.
Амарок — чарівна тварина, пов'язана з Флорою. Це перевертень, на вигляд великий вовк з біло-коричневою шерстю з рожевими вкрапленнями; коли Флора стає феєю Тайнікс, зростає далі, а на його лобі з’являється певна ідіома. Він досить незграбний, але дуже спритний і неймовірно ласкавий.
Крітті — чарівна тварина, пов'язана з Музою. Це іртогатто, тобто маленька кішка, з рожево-пурпуровою шерстю з пір'ям; коли Муза — фея Тайнікс, вона дорослішає й набуває вигляду величної кішки. Вона дратівлива і образлива, але коли слухає музику, стає дуже ласкавою.
Фліттер — чарівна тварина, пов'язана з Текною. Вона симпатична білка-летяга з фіолетовою шерстю; коли Текна стає феєю Тайнікс, вона росте і виглядає величнішою. Вона володіє техно-магією і любить літати на надшвидкості.
Сквонк — чарівна тварина, пов'язана з Айшею. Це істота з біло-бірюзовим волоссям і смішною зовнішністю; коли Айша стає феєю Тайнікс, стає крилатою істотою. Має властивість легко розплакатися, затоплюючи все навколо.

## Піксі
Піксі — чарівні істоти, схожі на маленьких фей. Піксі живуть у невеликому селі, розташованому в Темному лісі у світі Магікс, і можуть отримати так званий зв'язок з феєю, тобто особливий магічний зв'язок, який пов'язує фею та піксі. Вони з'являються починаючи з другого сезону, де грають важливу роль до третього сезону, супроводжуючи Вінкс у різноманітних пригодах; у четвертому сезоні вони з'являються в одному епізоді, тоді як у п'ятому сезоні вони не з'являються взагалі. 
Локетт — піксі пов'язана з Блум. Вона найобережніша з піксі, також вона дуже невпевнена в собі. Вона ненавидить ризикувати, тому терпіти не може Зінга, який є її протилежністю. Вона боїться великої висоти.
Аморе — це піксі кохання і пов'язана зі Стеллою. Вона романтична і мрійлива, їй властивий французький акцент, який вона втрачає в шостому сезоні і вже в спін-оффі PopPixie.
Чатта — піксі розмови і пов'язана з Флорою. Вона надзвичайно балакуча, має живий характер і дуже імпульсивна, вона любить кожного, хто хоче з нею поговорити. Крім того, у багатьох випадках заохочує свою фею бути більш балакучою. Саме Чатта спонукала Флору висловити свої почуття до Геліа.
Тюн — піксі гарних манер і пов’язана з Музою (до 4 сезону). Вона дуже ввічлива, чиста й охайна, має фіолетове волосся. Тюн вірить у те, що потрібно бути жіночною і постійно дошкуляє Музі, яка відома своєю відвертою поведінкою. Кричить оглушливо високим голосом, коли злиться.
Дігіт — піксі нанотехнологій і пов’язана з Текною (до 4 сезону). Вона найрозумніша та найраціональніша з піксі і, як і Текна, любить технології та відеоігри.
Піфф — це піксі мрії, пов'язана з Айшею. Вона спить, де б не була, навіть у польоті. Найменша з піксі, її мова майже незрозуміла, оскільки вона ще немовля.
Чері — погодна піксі, пов’язана з Музою (починаючи з 6 сезону). Вона розпещена і примхлива, але вона також може бути доброю. 
Карамель — піксі супер-сили і пов’язана з Текною (станом на сезон 6). Вона сильна і дуже розумна. Також вона чудова кондитерка. 
Нінфея — королева піксі і стежить за кодексом села піксі.
Конкорда — піксі, яка охороняє кодекс Алфеї. Вона живе в магічному архіві Алфеї і пов'язана з ним.
Дискорда — це піксі, яка охороняє кодекс Хмарної вежі. Живе на найвищій точці Хмарної вежі.
Атена — піксі, яка охороняє кодекс Червоного фонтану. Живе в підземному переході Червоного фонтану.
Глім — піксі світлячків, яка любить все, що блищить.
Зінг — піксі жуків, яка дуже спритна і спортивна, любить ризик. Її особливістю є цитування відомих героїв кіно та коміксів.
Ліві — піксі повідомлень і старша сестра Джоллі. Вона дуже незграбна і має погану пам'ять.
Джоллі — майбутня піксі та молодша сестра Ліві. Вона вміє читати по картах ймовірну долю жителів Магікса.

## Алфея
Алфея — одна з трьох найважливіших шкіл у світі Магікс. У ній навчаються чарівниці, які в майбутньому хочуть стати феями-хранительками.
Фараґонда директорка школи для чарівниць Алфея. Вона допомогла Блум дізнатися про своє минуле та походження. У минулому одна з членів команди Світла боролася з трьома стародавніми відьмами. Мила літня жінка, чутлива до проблем своїх підопічних.
Ґризельда вчителька самооборони, інспекторка Алфейської школи. Вона є помічницею директорки Фараґонди. Також вона навчалася в Алфеї, коли була молодшою.
Палладіум — ельф, який викладає в Алфеї. Він навчає зіллям, чарам, як працює симулятор, а також (в епізоді «Чорне болото») навчив чарівницю слухати голоси природи.
Візґіз — учитель метаморфосимбіозу. Це кумедний лепрекон з особливим і ексцентричним характером. Завжди використовує дивовижні трансформації під час битв. 
Авалон — вчитель магіфілософії, яка є поєднанням магії та філософії. До приходу в Алфею він викладав у престижній академії Малакої.
Дю Фор — вчителька хороших манер. Вона вчить, як завжди залишатися ідеальною чарівницею. Вона витончена, іноді претензійна, її можна побачити в 1-2 сезонах.
Барбатея — бібліотекарка у школі Алфея, завжди дуже кмітлива.
Офелія — шкільна медсестра в Алфеї, з'являється в 1, 2 і 3 сезонах.
Сфоґлія — шеф-кухар коледжу. Він найсмішніший і найсуворіший кухар, який тільки може існувати в Чарівному вимірі, але в душі він також може бути добрим і терплячим. Вперше він з'являється в п'ятому епізоді першого сезону.
Ціп — огр. Спочатку він служив Трікс, але потім став допомагати феям і працювати двірником в Алфеї.
Принцеса Дафна — старша сестра Блум, старша дочка короля Орітеля і королеви Маріон, дружина Торена. Вона була однією з дев'яти німф, найсильнішою німфою всього Чарівного виміру. Її сестра Блум зняла з неї прокляття за допомогою бажання Сиренікса.
Ельдора — хрещена фея, мати магічного виміру. Свого часу вона навчалася в Алфеї, де стала викладачкою Флорімагії в оранжереї коледжу. Пізніше вона покидає Алфею та їде жити в котедж у квітковому лісі Гарденії, єдиному місці, де росте ланусія, улюблена квітка феї.
Амарил — учениця Алфеї. Вона запальна, образлива і володіє зірковою силою.

## Хмарна вежа
Хмарна вежа є одним з трьох коледжів Магікс. Тут учні відьом навчаються, щоб відточити свої сили. Вежа насправді є живою істотою, і всередині неї є якісь потоки енергії, як у дереві. У темному серці Хмарної вежі можна відчути присутність трьох предків-відьом. 
Гриффін є директоркою Хмарної вежі і хорошою подругою Фараґонди. Гриффін може здаватися суворою, але вона піклується про своїх учнів і захищатиме їх, якщо їм загрожують. 
Едільтруда викладає прокляття в Хмарній вежі і є сестрою Заратустри.
Заратустра — одна з вчительок Хмарної вежі, викладає хаос. Вона сестра-близнюк Едільтруди.
Дискорда — піксі-хранителька кодексу Хмарної вежі і ховається в серці Хмарної вежі. Вона неслухняна, любить моду і трохи зла. 
Люсі — учениця Хмарної вежі і найкраща подруга Мірти з дитинства. Використовує силу комах.

## Червоний фонтан
Червоний фонтан — це школа в Магікс, котра навчає воїнів, яких називають спеціалістами.
Саладин — директор школи Червоний фонтан і дідусь Геліа. Він є дуже мудрою і спокійною людиною. Він також піклується про своїх учнів і готовий допомогти, якщо це необхідно. Однак він не боїться їх лаяти.
Кодаторт — вчитель Червоного фонтану. Він досвідчений воїн і часто особисто втручався в битви спеціалістів. У юності він був тамплієром у монастирі Роккалюце.
Атена — піксі-хранителька кодексу Червоного фонтану, яка носить сукню грецької богині. 
Джаред — спеціаліст, який навчається у Червоному фонтані.
Бішоп — спеціаліст із мітками на лобі та фіолетовим хвостиком.

## Персонажі з королівств

###### Магікс
Магікс — це королівство, розташоване в центрі магічного виміру та планети, де розташовані Алфея, Хмарна вежа та Червоний фонтан.

###### Чорне грязьове болото
- Водяні німфи — чарівні істоти, які схожі на крихітних русалок і живуть у підводних бульбашках, виготовлених із матеріалу, який вони виробляють із листя рослини ксилит.
  - Королева водоростей — королева водяних німф.
  - Лусіз — одна з водяних німф, яка колись пішла збирати листя ксилиту, але заснула через червону вербу. Вінкс перемогли дерево і врятували Лусіз.

- Гігантська Черепаха — гігантська черепаха, яка спала в болоті через снодійний газ Червоної верби, через що її панцир помилково сприйняли за острів, а голову — за чудовисько, поки Блум і Текна не звільнили її, перемігши вербу.

- Червона верба — чарівна рослина, яка росла на спині гігантської черепахи. Лідер Червоних верб випустив газ, який змусив усіх істот навколо спати, поки його не перемогли Текна та Блум.

###### Містечко піксі
Нінфея захищає село піксі в Темному лісі та кодекс села. Нінфея дуже добра, носить зелену сукню та має зелений посох.
Джоллі — піксі ворожіння і носить костюм джокера. Вона з'являється в кількох епізодах і використовує карти таро, щоб передбачити майбутнє. Її бачення завжди збуваються, але деякі люди їй не вірять. Джоллі — старша сестра Ліві.
Ліві — піксі повідомлень і переглядає складені повідомлення. Вона має звичку бути забудькуватою, але те, чого їй не вистачає в пам'яті, вона компенсує в серці. Ліві — одна з небагатьох піксі, які мають сім’ю, а Джоллі — її сестра.
Зінг носить пухнастий шарф на шиї та відома своїми комічними імітаціями численних відомих персонажів, таких як Людина-павук, Доктор Восьминіг, професор Люпин із Гаррі Поттера. Вона, здається, дуже любить хлопців з Червоного фонтану, зокрема Брендона, а вони теж дуже люблять її.
Глім (також відома як Блінкі) — піксі світлячків і, як і Піфф, ще дитина. Глім має крила, схожі на помаранчевих віялоподібних жуків. Коли вона щаслива, її живіт світиться.

###### Фортеця лорда Даркара
Фортеця Даркара була підземною фортецею, куди було важко увійти, не кажучи вже про наближення, через інтенсивну негативну енергію, яка міститься там; а також через відсутність сонячного світла, що послаблює істот, які живуть на поверхні; також через те, що її охороняли тіньові монстри.
Кеборг був істотою, схожою на кажана, яка служить лорду Даркару як шпигун. Лорд Даркар часто перетворює Керборга на великих монстрів і посилає його на важливі місії.

###### Нижня земля
Нижня земля — це підземне королівство Магікса, розташоване біля підземного замку лорда Даркара.
Енервус — король Нижньої землі і батько Аментії.
Квоєда — королева Нижньої землі та мати Аментії.
Аментія — принцеса Нижньої землі. Вона жорстка і вперта. Вона злиться, коли справи йдуть не так, як вона хоче, і не сприйме "ні" як відповідь. Також вона сильна і практикує бойові мистецтва.
Спонсус спочатку був слугою Аментії, який завжди був закоханий в принцесу. У другому сезоні, після того як Аментія закохується в Спонсуса через любовне заклинання, вони одружуються.
Абрупто є братом Аментії. Він не дозволив Стеллі залишитися з сестрою. З'являється у 2 сезоні, а потім більше не з'являється.
Ґарґантюа — подруга Абрупто, Аментія ревнує її.

## Доміно
Доміно — рідна планета Дафни і Блум. Легенда свідчить, що планету обрав своїм домом Великий Дракон; королівство насолоджувалося великим періодом багатства, миру та щастя до приходу трьох предків-відьом, які, намагаючись заволодіти Полум’ям Дракона, укладеним у Блум, напали на планету, перетворивши її на заморожену пустку.
Король Орітель і королева Маріон є біологічними батьками Дафни і Блум, а також правителями Доміно.
Лорд Бартелбі був офіційним писарем короля Орітеля і написав для нього Книгу долі. Його дух тепер живе в книзі.

## Солярія
Солярія — це рідна планета Стелли і королівство сонця та місяця. Це найяскравіша планета в магічному вимірі; тут завжди сонячна і ясна погода і ніколи не йде дощ. Друге сонце планети зберігається в королівському палаці Солярія, джерело життя для правителів королівства.
Радіус — король Солярії та батько Стелли. Він чарівник сонця, трохи сварливий і запальний, але з добрим серцем і глибоко любить свою дочку.
Луна — королева Солярії та мати Стелли. Луна має силу місяця і світло Солярії, дуже задумлива. Вона розлучилася з Радіусом, відмовившись від титулу королеви.
Нова хороша подруга Стелли і є найобізнанішою феєю в Солярії.

## Люменія
Люменія — зірка, яка освітлює Солярію.
Дорана — королева Люменії та володарка всіх зірок.
Твінклі є посланницею Люменії. Вона оптимістична та завзята, насправді вона не боїться зіткнутися з суперниками, набагато більшими та поганішими за неї.
Арген — брат Дорани. 

## Лінфея
Лінфея — це рідна планета Флори та королівство природи. Тут мешканці планети живуть у глибокому контакті з природою. Оскільки на нього вражають сильні повітряні потоки, люди використовують для польоту гігантських сонечок.
Родольс — батько Флори. Він мудрий і серйозний. Разом з Аліссою мають власну чарівну оранжерею. Він знавець трав'яного мистецтва.
Алісса — мати Флори. Вона дуже турботлива і розважлива. Разом із Родолсом мають власну чарівну оранжерею. Вона експертка із садівництва.
Міле — молодша сестра Флори. Вона смілива і відповідальна маленька фея, незважаючи на свій юний вік. 
Королева Рахіль є правителькою Лінфеї та матір'ю Кристал.
Кристал — принцеса Лінфеї. Вона привітна і товариська фея, яка володіє цілющою силою.
Старійшина Лінфеї — це істота, наполовину рослина, наполовину людина, є наймудрішим старцем на планеті.

## Зеніт
Зеніт є рідною планетою Текни і королівством технологій. Це найдосконаліша та технологічно розвинена планета в Магічному вимірі. Крижаний клімат планети дозволяє нормально працювати техніці та техно-дроїдам, маленьким роботам, які охороняють королівський палац.
Електроніо є батьком Текни. Він, як і Текна, прив’язаний до технологій. У шостому сезоні він думає, що Тіммі може бути неідеальним хлопцем для її дочки і піддає хлопця випробуванню, яке він успішно проходить. 
Магнеція — мати Текни. Вона привітна та стримана і, як і Текна, прив’язана до технологій. У 6 сезоні вона з радістю приймає Тіммі як хлопця Текни.
Кріос — король Зеніту; він фокусник, який завжди діє найбільш раціональним і логічним методом. У п'ятому сезоні Текна переконує Кріоса міркувати, думаючи не тільки розумом, а й слухаючи серце.

## Мелодія
Мелодія — це рідна планета Музи і королівство музики. Жителі планети мають велику прихильність до музики. Планеті підтримує рівновагу пісня чарівних китів, званих Співочими китами, які раз на рік піднімаються на поверхню біля Співочої пристані.
Хо-Бо — музикант і овдовілий батько Музи. Його дружина Матлін була співачкою, яка померла, коли Муза була маленькою.
Король Ґаромій — правитель Мелодії і батько Ґалатеї.
Ґалатея — принцеса Мелодії. Вона дуже добра та щедра молода фея, яка володіє силою звуку та музики. 
Ділетта є директоркою Золотої аудиторії, найпрестижнішого музичного коледжу в Мелодії та Магічному вимірі. Вона привітна фея і хороша подруга Дафни.

## Андрос
Андрос — рідна планета Айші та Набу, королівство океану. Планета на 90% покрита водою. З океану Андроса можна отримати доступ до інших океанів магічного виміру. 
Король Тередор і королева Ніоба є правителями земель Андроса і батьками Айші. Король Тередор також є братом короля Нептуна.
Король Нептун і королева Лігея — володарі морів Андроса, батьки Тресси, Нерея, Тританна. Нептун також є братом Тередора, що робить його дядьком Айші.
Тресса — принцеса-русалка і двоюрідна сестра Айші.
Нерей — наслідний принц морів Андроса, брат-близнюк Тританна і двоюрідний брат Айші.
Енн була подругою дитинства Айші, яка з'являлася у спогадах Айші протягом 2 і 3 сезонів.

## Еракліон
Еракліон — батьківщина Скай і Брендона. Це одне з найстаріших королівств у магічному вимірі.
Король Ерендор і королева Самара є батьками Скай і правителями Еракліону. 
Діаспро — фея дорогоцінних каменів і колишня наречена Скай.

## Пірос
Пірос — острів, населений драконами.
Майя — аскетична чарівниця, яка живе на Піросі і давня подруга Фараґонди.
Бадді — маленький зелений дракон, який живе на Піросі. У третьому сезоні він зустрічає Блум, яку вчить жити, як дракон.

## Безмежний океан
Безмежний океан — це підводний світ. Доступ можливий лише для водних істот або тих, хто володіє силою Сиренікс.
Омнія — верховна опікунка Сиренікса, яка надає силу Сиренікса феям, які виконали квест.
Вартові селкі охороняють три стовпи Безмежного океану, які підтримують увесь магічний вимір: стовп світла, стовп контролю та стовп балансу.

## Світ Легендаріуму
Світ Легендаріуму виступає як «міст» між реальним і уявним світами, тому його неможливо знайти ніде в магічному вимірі. Проте все ще можна отримати доступ за допомогою двох методів:
Люди можуть отримати до нього доступ за допомогою жезлів предків.
Хранитель Легендаріуму може дозволити будь-кому туди потрапити.
Двері до світів — це гігантська споруда, яка каже Вінкс знайти фантастичний смарагд і срібний спис, щоб викувати ключ до замку Легендаріуму. 
Румпельштильцхен — найхитріший, упертий і найгеніальніший гном. Він також дуже хитрий, але дотримується домовленостей, які укладає з іншими.
Діти ночі — це вампіри, які володіють здатністю контролювати розуми інших і здатністю викрадати будь-яку форму магії/базової енергії.
Похмурі лісові тролі спричиняли нескінченний жах і руйнування, доки їх не перемогли піксі й ув’язнили під селом піксі.